# René-François de La Vieuville
René-François de La Vieuville (* 18. Februar 1652; † 9. Juni 1719 in Paris) war Marquis de La Vieuville, Colonel des Régiment de Navarre und Gouverneur des Poitou.

## Leben
René-François de La Vieuville war der älteste Sohn von Charles II. de La Vieuville, Duc de La Vieuville († 2. Februar 1689), und Françoise Marie de Vienne, Comtesse de Châteauvieux.
Am 13. Januar 1676 war er Chevalier d’honneur der Königin nach der Demission seines Vaters. Am 17. Februar 1677 wurde er Colonel des Régiment de Navarre nach der Demission von Charles Amanieu, Marquis d’Albret. Am 29. April 1677 wurde er Gouverneur und Lieutenant-général von Poitou, Loudunois und Châtelraudois, ebenfalls nach der Demission seines Vaters. Er trat im März 1717 zugunsten des Prince de Conti vom Gouverneursamt zurück, gegen eine Zahlung von 100.000 Livre und die lebenslängliche Nutznießung der Einnahmen aus diesem Amt. Der Prince de Conti trat sein neues Amt am 29. April 1717 an.
René-François de La Vieuville starb am 9. Juni 1719 in Paris und wurde im Couvent des Minimes de la place Royale in Paris bestattet.

## Ehe und Nachkommen
René-François de La Vieuville heiratete am 12. Januar 1676 in Saint-Germain-en-Laye in erster Ehe Anne-Lucie de la Mothe-Houdancourt († Februar 1689), Tochter von Antoine de la Mothe, Marquis d’Houdancourt, Gouverneur von Corbie, und Catherine de Beaujeu. Anne-Lucie war 1662, mit 15 Jahren, eine der kurzzeitigen petites maîtresses des seinerzeit 21-jährigen Ludwig XIV. gewesen. Der König lernte sie kennen, als sie (seit 1660) Fille d’honneur der Königin Maria-Teresa war. Sie wurde von Madame de Créquy beschrieben als: „blond, pikant, mutig, ein bisschen frech und Expertin in der Kunst der Koketterie“.
René-François de La Vieuville und Anne-Lucie de la Mothe-Houdancourtr hatten vier Kinder:
- Louis (* 28. August 1677 in Paris; † 18. Juli 1732 in Saint-Germain-en-Laye), Marquis de La Vieuville, Capitaine d’une compagnie d’infanterie dans le régiment du Roi; ⚭ (1) 16. März 1720 Marie-Pélagie Toustain-Daix (* wohl 1676; † 9. Dezember 1721, 45 Jahre alt, in Nogent-l’Artaud), Tochter von Nicolas Toustain-Daix, Seigneur de Carency, und Renée de Maillo; ⚭ (2) 20. April 1722 Marie-Madeleine Fouquet, Tochter von Louis, Marquis de Belle-Isle, und Catherine-Agnès de Lévis (einer Schwester des Duc de Belle-Isle)
- Marie-Thérèse (* wohl November 1681; † 23. Mai 1684 in Paris im Alter von 2 Jahren und 7 Monaten)
- Marie-Anne-Thérèse (* 6. Februar 1683; † 19. September 1714 im Château de La Garde, Vic-sur-Cère); ⚭ 14. Juli 1709 Paris Jean Hector de Faÿ de La Tour-Maubourg, Marschall von Frankreich, und Eleonore Palatine de Dio de Montperroux
- Charles-Emmanuel (* 1. November 1679; † 8. Oktober 1730 Paris), Priester, 28. Mai 1716 Almosenier des Königs, 11. Januar 1721 Kommendatarabt von Notre-Dame (oder Sainte-Marie) de l’Absie-en-vieille-Gatine im Bistum La Rochelle.

In zweiter Ehe heiratete René-François de La Vieuville am 30. Juni 1689 in Paris – vier Monate nach dem Tod seiner ersten Ehefrau – Marie-Louise de la Chaussée d'Eu (* wohl 1669; † 10. September 1715, 46 Jahre alt), zuletzt Dame d’atours der Herzogin von Berry, Tochter von Jérome de la Chaussée d'Eu, Comte d'Arest, und Françoise de Sarnoise. Ihre Kinder sind:
- Tochter (* 1690, † 20. April 1692 in Paris, 2 Jahre alt)
- Jean-Baptiste-René (* 15. September 1691), Comte d’Ablois, Seigneur d’Arest etc., 18. Juli 1732 Marquis de La Vieuville, Februar 1706 Colonel d’un Régiment d’infantérie de nouvelle levée, 15. August 1712 Colonel du Régiment de Berry; ⚭ 26. Oktober[3] 1719 Anne Charlotte de Creil, Tochter von Henri Robert de Creil, Controlleur de la Maison du Roi, und Marie Douay/Douet

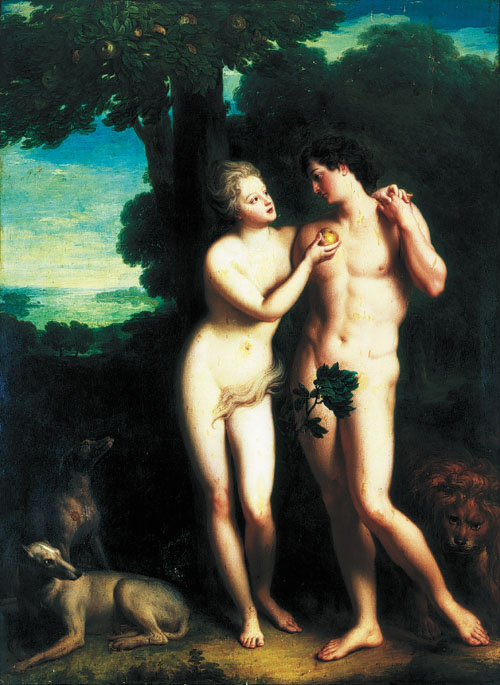
Philippe d’Orléans und seine offizielle Mätresse Marie Madeleine de la Vieuville (Madame de Parabère), von Jean-Baptiste Santerre (1651–1717), Öl auf Leinwand, 1716

- Marie-Madeleine (* 6. Oktober 1693; † 13. August 1755), Mätresse des Regenten Philippe II. de Bourbon, duc d’Orléans, dessen  Gouverneur ihr Großvater 1686 geworden war; sie erwarb 1719 das Marquisat du Blanc, zuvor Rochefort-en-Berry genannt, und das Herzogtum Damville; ⚭ 8. Juni 1711 Paris César de Beaudéan, Marquis de Parabère, Mestre de camp d’ un Régiment de Cavalerie, Brigadier des Armées du Roi († 13. Februar 1716), Sohn von Alexandre de Baudéan, Comte de Parabère et de Pardaillan, Lieutenant-général des Armées du Roi, und Marie-Thérèse Mayault
- Charles-Louis-Marie (* 20. August 1697 in Paris), 29. Dezember 1698 Malteserordensritter, 10. Januar 1713 Colonel de l’Infanterie, 29. April 1717 Gouverneur en survivance des ville et château de Fontenay-le-Comte, 1. Oktober 1719 Guidon des gendarmes dauphins, Oktober 1731 Enseigne  der gleichen Kompanie, 1732 Chevalier de l’ordre de Saint-Louis, verließ 1732 den Malteserorden und nahm den Namen Comte de La Vieuville an, August 1733 bis 1734 Souslieutenant de la Compagnie des gendarmes Bourguignons

Am 20. April 1716, beinahe 64 Jahre alt, heiratete er in Paris in dritter Ehe Marie-Thérèse de Froulay, Tochter von Charles, Comte de Froulay, Chevalier des ordres du Roi, und Angélique de Beaudéan de Parabère, seit 1698 Witwe von Claude III. le Tonnelier de Breteuil, Seigneur d’Escouché, Tante der Marquise du Châtelet (1706–1749).
René-François starb am 9. Juni 1719 in Paris und wurde im Couvent des Minimes de la place Royale bestattet.